# 天主教奧戈賈教區
天主教奧戈賈教區 （拉丁語：Diocesis Ogogiaensis）是尼日利亞一個羅馬天主教教區，屬卡拉巴爾總教區。
教區前身是一個宗座監牧區，成立於1938年3月13日。1955年1月1日升為教區。
2004年有教友332,373人（佔轄區人口21.6%）、三十八個堂區、六十七名司鐸。目前教區主教席位處於出缺狀態，由原主教若望‧埃貝貝‧阿亞出任宗座署理。